# Ӥ
La Ӥ, minuscolo ӥ, è una lettera dell'alfabeto cirillico. Viene usata oggi nella versione del cirillico per la lingua udmurta per indicare una /i/ dopo le consonanti non palatalizzate /d/, /z/, /l/, /n/, /s/ e /t/.

## Codici
| Lettera      | Ӥ                                        | Ӥ                                        | ӥ                                      | ӥ                                      |
| Nome Unicode | CYRILLIC CAPITAL LETTER I WITH DIAERESIS | CYRILLIC CAPITAL LETTER I WITH DIAERESIS | CYRILLIC SMALL LETTER I WITH DIAERESIS | CYRILLIC SMALL LETTER I WITH DIAERESIS |
| Codice       | decimal                                  | hex                                      | decimal                                | hex                                    |
| Unicode      | 1252                                     | 04E4                                     | 1253                                   | 04E5                                   |
| UTF-8        | 211 164                                  | D3 A4                                    | 211 165                                | D3 A5                                  |
| HTML         | &#1252;                                  | &#x04E4;                                 | &#1253;                                | &#x04E5;                               |